# 自由誘導減衰

よくシム調整されたサンプルの自由誘導減衰 (FID) 核磁気共鳴 (NMR) シグナル

フーリエ変換NMRにおける自由誘導減衰（じゆうゆうどうげんすい、英: free induction decay, FID）は、磁場中の（通常z軸に沿った）非平衡核スピン磁化歳差運動によって生成する可観測のNMRシグナルである。この非平衡磁化は、一般的に核スピンのラーモア周波数に近い共鳴高周波のパルスを印加することによって誘導することができる。
もし磁化ベクトルがxy平面中に非ゼロ成分を有していると、歳差磁化はサンプル周辺の検出コイルにおいて対応する発振電圧を誘導する。この時間領域シグナルは通常デジタイズされ、次にNMRシグナルの周波数スペクトルすなわちNMRスペクトルを得るためにフーリエ変換される。
NMRシグナルの持続時間は、究極的にはスピン-スピン緩和によって制限されるが、異なるNMR周波数間の相互干渉もまたシグナルのより素早い減衰の原因となる。溶液サンプルを用いたNMRの場合など、NMR周波数がよく分離している時は、FIDの全体の減衰は緩和支配であり、FIDはおおよそ指数関数である（時定数T2あるいはより正確にはT2*）。時間の関数としての磁化のy軸成分は以下の式で表わされる。
{\displaystyle M_{y}(t)=M\cos(2\pi \nu _{L}t)e^{-t/T_{2}}}
MはRFパルスの瞬間に存在する磁化の成分、νLはラーモア周波数、tは経過時間である。
共鳴周波数が化学シフトの分（Δv）だけ中心周波数からずれたFID信号をフーリエ変換すると
{\displaystyle F(\nu )=M\cdot \int _{-\infty }^{\infty }\cos(2\pi \Delta \nu t)\cdot e^{-t/T_{2}}\cdot e^{-2\pi i\nu t}}
{\displaystyle ={\frac {M}{2}}\int _{0}^{\infty }e^{-\{1+2\pi i(\nu -\Delta \nu )T_{2}/T_{2}\}t}dt+{\frac {M}{2}}\int _{0}^{\infty }e^{-\{1+2\pi i(\nu +\Delta \nu )T_{2}/T_{2}\}t}dt}
{\displaystyle ={\frac {0.5MT_{2}}{1+4\pi ^{2}(\nu -\Delta \nu )^{2}{T_{2}}^{2}}}-i{\frac {0.5M\cdot 2\pi (\nu -\Delta \nu ){T_{2}}^{2}}{1+4\pi ^{2}(\nu -\Delta \nu )^{2}{T_{2}}^{2}}}}
{\displaystyle +{\frac {0.5MT_{2}}{1+4\pi ^{2}(\nu +\Delta \nu )^{2}{T_{2}}^{2}}}-i{\frac {0.5M\cdot 2\pi (\nu +\Delta \nu ){T_{2}}^{2}}{1+4\pi ^{2}(\nu +\Delta \nu )^{2}{T_{2}}^{2}}}}
となる。実部はローレンツ型の吸収曲線、虚部は分散曲線となっている。
FIDの持続時間は1Hといった核では秒単位である。もし固体NMRの場合のようにNMRの線形が緩和支配でない場合は、NMRシグナルは一般的により早く、例えば1H NMRではマイクロ秒で減衰する。
特にもしごく限られた周波数成分しか存在しなければ、FIDは水素を含む航空燃料、乳製品の固体と液体の比といったサンプルの物理学的性質を定量的に決定するために、直接解析される（時間領域NMR）。

## 歴史
1948年 Russell H. Varianが自由誘導減衰信号の検出に関して記述した"Method and means for correlating nuclear properties of atoms and magnetic fields"を出願した。アメリカ合衆国特許第 2,561,490号
1949年にアーウィン・ハーンがスピンエコー法を発見した。